# Светско првенство у хокеју на леду 2012 — Дивизија III
Светско првенство у хокеју на леду 2012 — Дивизија III је међународни турнир у хокеју најнижег ранга који се одржава под окриљем Светске хокејашке федерације (ИИХФ).
Такмичење се одржало у Турској, у граду Ерзурум, у периоду од 15—21. априла 2012.
Победник турнира, селекција Турске обезбедила је пласман у виши ранг у 2013. - Дивизија II Група Б.

## Учесници
На турниру је учествовало 6 тимова. Након лигашког дела такмичења првопласирана екипа обезбедит ће пласман у виши ранг такмичења Дивизија II Група Б у 2013. години.
Селекције Босне и Херцеговине и Кинеског Тајпеја су ИИХФ послале апликације за учешће на овом турниру. Уколико ИИХФ пристане обе репрезентације ће играти додатне квалификације за једно од два места на турниру, заједно са селекцијама Грчке и Монголије. У противном две последње су директни учесници турнира.
| Репрезентација | Сезона 2011.                                   |
| -------------- | ---------------------------------------------- |
| Северна Кореја | 6. место у Дивизији II - Група А 2011.         |
| Ирска          | 6. место у Дивизији II - Група Б 2011.         |
| Турска         | Домаћин турнира. 3. место у Дивизији III 2011. |
| Луксембург     | 3. место у Дивизији III 2011.                  |
| Грчка^         | 5. место у Дивизији III 2011.                  |
| Монголија^     | 6. место у Дивизији III 2011.                  |

## Турнир
| 15. април 2012. 13:00 | Грчка | 1:6 (1:1,0:3,0:2) | Турска | ГСИМ арена, Ерзурум Посетилаца: 500 |

| Извор            | Извор                       | Извор | Извор             | Извор                                                                         |
| ---------------- | --------------------------- | --- | ----------------- | ----------------------------------------------------------------------------- |
|                  | Нталимпор Плоутсис          | Голмани | Левент Озбајдуган | Судије Дмитриј Кравченко Линијске судије Џејмс Каванаг Владисловас Руздинскас |
| И. Пачос – 12:20 | 0:1 1:1 1:2 1:3 1:4 1:5 1:6 | 10:47 – С. Семиз (PP) 27:07 – С. Семиз 32:57 – С. Семиз 38:18 – A. Солак 50:11 – A. Солак 52:47 – A. Солак (ПП) |                   | Судије Дмитриј Кравченко Линијске судије Џејмс Каванаг Владисловас Руздинскас |
| 26 мин           | Искључења                   | 20 мин |                   | Судије Дмитриј Кравченко Линијске судије Џејмс Каванаг Владисловас Руздинскас |
| 26               | Шутеви на гол               | 51 |                   | Судије Дмитриј Кравченко Линијске судије Џејмс Каванаг Владисловас Руздинскас |

| 15. април 2012. 17:00 | Луксембург | 7:2 (4–1, 2–0, 1–1) | Ирска | ГСИМ арена, Ерзурум Посетилаца: 120 |

| Извор | Извор                               | Извор                                              | Извор      | Извор                                                            |
| --- | ----------------------------------- | -------------------------------------------------- | ---------- | ---------------------------------------------------------------- |
| | Жил Манген                          | Голмани                                            | Адам Пепер | Судије Ведран Крчелић Линијске судије Ерхан Булут Марко Савковић |
| Р. Беран – 02:59 Б. Худремонт – 14:32 К. Мосонг (ШХ) – 16:06 Б. Велтер – 18:24 Б. Шнајдер (ПП) – 27:19 Б. Шнајдер – 35:55 Б. Худремонт – 56:38 | 0–1 1–1 2–1 3–1 4–1 5–1 6–1 6–2 7–2 | 01:59 – A. Џексон-Вајт 55:16 – A. Џексон-Вајт (ПП) |            | Судије Ведран Крчелић Линијске судије Ерхан Булут Марко Савковић |
| 14 мин | Искључења                           | 16 мин                                             |            | Судије Ведран Крчелић Линијске судије Ерхан Булут Марко Савковић |
| 44 | Шутеви на гол                       | 20                                                 |            | Судије Ведран Крчелић Линијске судије Ерхан Булут Марко Савковић |

| 15. април 2012. 21:00 | Монголија | 2:12 (1–2, 1–3, 0–7) | Северна Кореја | ГСИМ арена, Ерзурум Посетилаца: 22 |

| Извор                                        | Извор                                                      | Извор | Извор                    | Извор                                                               |
| -------------------------------------------- | ---------------------------------------------------------- | --- | ------------------------ | ------------------------------------------------------------------- |
|                                              | Munkhbold Bayarsaikhan Ulambayar Narmandakh                | Голмани | Пак Кун-Хјок Пак Кук-Чол | Судије Мариус Илиеску Линијске судије Чемалерсин Каја Тодор Крастев |
| Е. Алтанасан (ПП) – 10:00 M. Enkhtur – 39:31 | 0–1 1–1 1–2 1–3 1–4 1–5 2–5 2–6 2–7 2–8 2–9 2–10 2–11 2–12 | 02:18 – Ри П. 11:11 – Ри Ч. 21:54 – Ом С. 23:50 – Ким М. 29:49 – Ју С. (ШХ) 47:11 – Ри П. (ШХ) 48:49 – Јонг С. (ШХ) 49:47 – Ри Ч. (ПП) 52:06 – Ким J. 52:25 – Ким J. 57:27 – Јонг С. (ШХ) 58:18 – Ким Ч. |                          | Судије Мариус Илиеску Линијске судије Чемалерсин Каја Тодор Крастев |
| 16 мин                                       | Искључења                                                  | 14 мин |                          | Судије Мариус Илиеску Линијске судије Чемалерсин Каја Тодор Крастев |
| 10                                           | Шутеви на гол                                              | 48 |                          | Судије Мариус Илиеску Линијске судије Чемалерсин Каја Тодор Крастев |

| 16. април 2012. 13:00 | Ирска | 5:3 (2–0, 2–1, 1–2) | Грчка | ГСИМ арена, Ерзурум Посетилаца: 178 |

| Извор | Извор                           | Извор                                                                      | Извор              | Извор                                                             |
| --- | ------------------------------- | -------------------------------------------------------------------------- | ------------------ | ----------------------------------------------------------------- |
| | Скот Бикерстаф                  | Голмани                                                                    | Нталимпор Плоутсис | Судије Мариус Илиеску Линијске судије Ерхан Булут Чемалерсин Каја |
| Г. Мартин – 03:01 G. Roberts (Д. Морисон) (ПП) – 13:57 С. Хамил (ПП) – 21:09 С. Ивн (ПП) – 34:37 A. Џексон-Вајт (ПП2) – 55:20 | 1–0 2–0 3–0 4–0 4–1 4–2 4–3 5–3 | 38:05 – A. Валсамас-Ралис (ШХ) 42:55 – Д. Каливас 50:45 – Д. Каливас (ПП2) |                    | Судије Мариус Илиеску Линијске судије Ерхан Булут Чемалерсин Каја |
| 44 мин | Искључења                       | 52 мин                                                                     |                    | Судије Мариус Илиеску Линијске судије Ерхан Булут Чемалерсин Каја |
| 37 | Шутеви на гол                   | 27                                                                         |                    | Судије Мариус Илиеску Линијске судије Ерхан Булут Чемалерсин Каја |

| 16. април 2012. 17:00 | Северна Кореја | 4:1 (0–1, 3–0, 1–0) | Луксембург | ГСИМ арена, Ерзурум Посетилаца: 132 |

| Извор                                                         | Извор               | Извор             | Извор      | Извор                                                                           |
| ------------------------------------------------------------- | ------------------- | ----------------- | ---------- | ------------------------------------------------------------------------------- |
|                                                               | Пак Кун-Хјок        | Голмани           | Жил Манген | Судије Wlodzimierc Marczuk Линијске судије Џејмс Каванаг Владисловас Руздинскас |
| Ри K. – 21:55 Ри K. – 28:18 Ким К. – 39:46 Ким К. (ШХ)– 51:00 | 0–1 1–1 2–1 3–1 4–1 | 05:40 – Б. Велтер |            | Судије Wlodzimierc Marczuk Линијске судије Џејмс Каванаг Владисловас Руздинскас |
| 14 мин                                                        | Искључења           | 12 мин            |            | Судије Wlodzimierc Marczuk Линијске судије Џејмс Каванаг Владисловас Руздинскас |
| 26                                                            | Шутеви на гол       | 12                |            | Судије Wlodzimierc Marczuk Линијске судије Џејмс Каванаг Владисловас Руздинскас |

| 16. април 2012. 21:00 | Турска | 10:0 (4–0, 2–0, 4–0) | Монголија | ГСИМ арена, Ерзурум Посетилаца: 254 |

| Извор | Извор                                    | Извор   | Извор                 | Извор                                                            |
| --- | ---------------------------------------- | ------- | --------------------- | ---------------------------------------------------------------- |
| | Фикри Атали                              | Голмани | Munkhbold Bayarsikhan | Судије Ведран Крчелић Линијске судије Метју Барбез Тодор Крастев |
| E. Цоскун – 03:29 С. Арктурк – 12:10 E. Цоскун – 12:20 Г. Четинкаја (ПП2) – 17:56 Г. Тасдемир (ПП) – 21:01 E. Озмен – 21:53 E. Озмен (ШХ) – 42:46 Г. Солак (ПП) – 48:27 С. Семиз – 53:46 С. Семиз – 58:33 | 1–0 2–0 3–0 4–0 5–0 6–0 7–0 8–0 9–0 10–0 |         |                       | Судије Ведран Крчелић Линијске судије Метју Барбез Тодор Крастев |
| 16 мин | Искључења                                | 12 мин  |                       | Судије Ведран Крчелић Линијске судије Метју Барбез Тодор Крастев |
| 53 | Шутеви на гол                            | 14      |                       | Судије Ведран Крчелић Линијске судије Метју Барбез Тодор Крастев |

| 18. април 2012. 13:00 | Северна Кореја | 4:1 (0:0, 2:0, 2:1) | Грчка | ГСИМ арена, Ерзурум |

| Извор | Извор | Извор | Извор | Извор |
| ----- | ----- | ----- | ----- | ----- |
|       |       |       |       |       |
|       |       |       |       |       |
|       |       |       |       |       |
|       |       |       |       |       |

| 18. април 2012. 17:00 | Ирска | 3:5 (0:1, 3:2, 0:2) | Турска | ГСИМ арена, Ерзурум |

| Извор | Извор | Извор | Извор | Извор |
| ----- | ----- | ----- | ----- | ----- |
|       |       |       |       |       |
|       |       |       |       |       |
|       |       |       |       |       |
|       |       |       |       |       |

| 18. април 2012. 21:00 | Монголија | 1:5 (1:4, 0:1, 0:0) | Луксембург | ГСИМ арена, Ерзурум |

| Извор | Извор | Извор | Извор | Извор |
| ----- | ----- | ----- | ----- | ----- |
|       |       |       |       |       |
|       |       |       |       |       |
|       |       |       |       |       |
|       |       |       |       |       |

| 19. април 2012. 13:00 | Турска | 4:2 (0:0, 3:2, 1:0) | Северна Кореја | ГСИМ арена, Ерзурум |

| Извор | Извор | Извор | Извор | Извор |
| ----- | ----- | ----- | ----- | ----- |
|       |       |       |       |       |
|       |       |       |       |       |
|       |       |       |       |       |
|       |       |       |       |       |

| 19. април 2012. 17:00 | Луксембург | 6:0 (1:0, 4:0, 1:0) | Грчка | ГСИМ арена, Ерзурум |

| Извор | Извор | Извор | Извор | Извор |
| ----- | ----- | ----- | ----- | ----- |
|       |       |       |       |       |
|       |       |       |       |       |
|       |       |       |       |       |
|       |       |       |       |       |

| 19. април 2012. 21:00 | Ирска | 8:4 (2:0, 2:1, 4:3) | Монголија | ГСИМ арена, Ерзурум |

| Извор | Извор | Извор | Извор | Извор |
| ----- | ----- | ----- | ----- | ----- |
|       |       |       |       |       |
|       |       |       |       |       |
|       |       |       |       |       |
|       |       |       |       |       |

| 21. април 2012. 13:00 | Грчка | 4:1 (1:0, 1:1, 2:0) | Монголија | ГСИМ арена, Ерзурум |

| Извор | Извор | Извор | Извор | Извор |
| ----- | ----- | ----- | ----- | ----- |
|       |       |       |       |       |
|       |       |       |       |       |
|       |       |       |       |       |
|       |       |       |       |       |

| 21. април 2012. 17:00 | Турска | 8:1 (1:0, 4:0, 3:1) | Луксембург | ГСИМ арена, Ерзурум |

| Извор | Извор | Извор | Извор | Извор |
| ----- | ----- | ----- | ----- | ----- |
|       |       |       |       |       |
|       |       |       |       |       |
|       |       |       |       |       |
|       |       |       |       |       |

| 21. април 2012. 21:00 | Северна Кореја | 5:0 (2:0, 0:0, 3:0) | Ирска | ГСИМ арена, Ерзурум |

| Извор | Извор | Извор | Извор | Извор |
| ----- | ----- | ----- | ----- | ----- |
|       |       |       |       |       |
|       |       |       |       |       |
|       |       |       |       |       |
|       |       |       |       |       |

| # | Репрезентација | Ут | П | Ппр | Ипр | И | ГД | ГП | ГР  | Бод |
| - | -------------- | -- | - | --- | --- | - | -- | -- | --- | --- |
|   | Турска         | 5  | 5 | 0   | 0   | 0 | 33 | 7  | +26 | 15  |
|   | Северна Кореја | 5  | 4 | 0   | 0   | 1 | 27 | 8  | +19 | 12  |
|   | Луксембург     | 5  | 3 | 0   | 0   | 2 | 20 | 15 | +5  | 9   |
|   | Ирска          | 5  | 2 | 0   | 0   | 3 | 18 | 24 | -6  | 6   |
|   | Грчка          | 5  | 1 | 0   | 0   | 4 | 9  | 22 | -13 | 2   |
|   | Монголија      | 5  | 0 | 0   | 0   | 5 | 8  | 39 | -31 | 0   |